# Дискография Ace of Base
Нижеперечисленное является дискографией шведской поп-группы Ace of Base. В неё входят 5 студийных альбомов, сборники песен, сборники на DVD и VHS, синглы группы, выпущенные с 1992 года.

## Студийные альбомы
| Название                                  | Детали                                                                                  | Максимальная позиция | Максимальная позиция | Максимальная позиция | Максимальная позиция | Максимальная позиция | Максимальная позиция | Максимальная позиция | Максимальная позиция | Максимальная позиция | Максимальная позиция | Сертификация |
| Название                                  | Детали                                                                                  | ШВЕ                  | АВС                  | АВТ                  | КАН                  | ФИН                  | ФРА                  | ГЕР                  | ШВА                  | ВЕЛ                  | США                  | Сертификация |
| ----------------------------------------- | --------------------------------------------------------------------------------------- | -------------------- | -------------------- | -------------------- | -------------------- | -------------------- | -------------------- | -------------------- | -------------------- | -------------------- | -------------------- | --- |
| Happy Nation                              | - Выпущен: 24 декабря 1992 - Лейбл: Edel-Mega - Формат: LP, CS, CD                      | 3                    | 9                    | 3                    | —                    | 2                    | 1                    | 1                    | 2                    | 1                    | —                    | - АВС: платиновый - АВТ: платиновый - ФИН: золотой - ФРА: бриллиантовый - ГЕР: 3x платиновый - ШВА: платиновый - ВЕЛ: 2x платиновый |
| The Sign (Happy Nation U.S. Version)      | - Выпущен: 23 ноября 1993 - Лейбл: Arista - Формат: LP, CS, CD                          | 3                    | —                    | 3                    | 1                    | —                    | —                    | —                    | 8                    | —                    | 1                    | - АВТ: золотой - КАН: бриллиантовый - ШВА: платиновый - США: 9x платиновый                                                          |
| The Bridge                                | - Выпущен: 27 октября 1995 - Лейбл: Edel-Mega - Формат: LP, CS, CD                      | 1                    | 46                   | 10                   | 9                    | 2                    | 29                   | 8                    | 4                    | 66                   | 29                   | - ШВЕ: золотой - КАН: 2x платиновый - ФИН: платиновый - ФРА: платиновый - ГЕР: золотой - ШВА: платиновый - США: платиновый          |
| Flowers                                   | - Выпущен: 15 июня 1998 - Лейбл: Edel-Mega - Формат: CS, CD                             | 5                    | 217                  | 15                   | —                    | 2                    | 16                   | 3                    | 1                    | 15                   | —                    | - ШВА: золотой - ВЕЛ: серебряный |
| Cruel Summer                              | - Выпущен: 25 августа 1998 - Лейбл: Arista - Формат: CS, CD                             | —                    | —                    | —                    | 23                   | —                    | —                    | —                    | —                    | —                    | 101                  | - КАН: золотой |
| Da Capo                                   | - Выпущен: 30 сентября 2002 - Лейбл: Edel-Mega - Формат: CS, CD                         | 25                   | —                    | 61                   | —                    | —                    | —                    | 48                   | 23                   | —                    | —                    | |
| The Golden Ratio                          | - Выпущен: 24 сентября 2010 - Лейбл: Universal Music - Формат: CD, цифровая дистрибуция | —                    | 1008                 | —                    | —                    | —                    | —                    | 20                   | 100                  | —                    | —                    | |
| «—» ставится, если альбом не попал в чарт |                                                                                         |                      |                      |                      |                      |                      |                      |                      |                      |                      |                      | |

## Сборники
| Название                                  | Детали                                                  | Максимальная позиция | Максимальная позиция | Максимальная позиция | Максимальная позиция | Максимальная позиция | Максимальная позиция | Максимальная позиция | Максимальная позиция | Максимальная позиция | Максимальная позиция |
| Название                                  | Детали                                                  | ШВЕ                  | АВС                  | АВТ                  | ДАН                  | ФИН                  | ФРА                  | ГЕР                  | НОР                  | ШВА                  | ВЕЛ                  |
| ----------------------------------------- | ------------------------------------------------------- | -------------------- | -------------------- | -------------------- | -------------------- | -------------------- | -------------------- | -------------------- | -------------------- | -------------------- | -------------------- |
| Singles of the 90s                        | - Выпущен: 15 ноября 1999 - Лейбл: Edel-Mega            | 36                   | 244                  | 32                   | 26                   | 29                   | 25                   | 21                   | 6                    | 14                   | 11                   |
| Greatest Hits                             | - Выпущен: 21 марта 2000 - Лейбл: Arista                | —                    | —                    | —                    | —                    | —                    | —                    | —                    | —                    | —                    | —                    |
| The Collection/All That She Wants         | - Выпущен: 14 октября 2002 - Лейбл: Universal Music     | —                    | —                    | —                    | —                    | —                    | —                    | —                    | —                    | —                    | —                    |
| Platinum & Gold Collection                | - Выпущен: 6 мая 2003 - Лейбл: Arista                   | —                    | —                    | —                    | 26                   | —                    | —                    | —                    | 6                    | —                    | —                    |
| The Hits                                  | - Выпущен: 2004 - Лейбл: Gallo                          | —                    | —                    | —                    | —                    | —                    | —                    | —                    | —                    | —                    | —                    |
| Platinum & Gold                           | - Выпущен: 10 марта 2010 - Лейбл: Warner                | —                    | —                    | —                    | —                    | —                    | —                    | —                    | 6                    | —                    | —                    |
| Hidden Gems                               | - Выпущен: 6 марта 2015 - Лейбл: Playground             | —                    | —                    | —                    | —                    | —                    | —                    | —                    | —                    | —                    | —                    |
| Gold                                      | - Выпущен: 11 октября 2019 - Лейбл: Crimson Productions | —                    | —                    | —                    | —                    | —                    | —                    | —                    | —                    | —                    | 59                   |
| Hidden Gems, Vol. 2                       | - Выпущен: 28 августа 2020 - Лейбл: Playground          | —                    | —                    | —                    | —                    | —                    | —                    | —                    | —                    | —                    | —                    |
| «—» ставится, если альбом не попал в чарт |                                                         |                      |                      |                      |                      |                      |                      |                      |                      |                      |                      |

## Бокс-сеты
| Название                                   | Детали                                                                              |
| ------------------------------------------ | ----------------------------------------------------------------------------------- |
| Ace of Base - Exclusive Fan Edition        | - Выпущен: 30 июня 2003 - Лейбл: Polydor - Формат: CD/DVD                           |
| The Ultimate Collection                    | - Выпущен: 19 июля 2005 - Лейбл: Universal Music - Формат: CD                       |
| Greatest Hits                              | - Выпущен: 14 ноября 2008 - Лейбл: Playground - Формат: CD/DVD                      |
| All That She Wants: The Classic Collection | - Выпущен: 3 июля 2020 - Лейбл: Demon Records - Формат: CD/DVD, LP                  |
| Beautiful Life: The Singles                | - Выпущен: 28 апреля 2023 - Лейбл: Demon Records - Формат: CD, цифровая дистрибуция |

## Мини-альбомы
| Год                                           | Детали                                                                    | Максимальная позиция |
| Год                                           | Детали                                                                    | ГЕР                  |
| --------------------------------------------- | ------------------------------------------------------------------------- | -------------------- |
| Cruel Summer (Rico Bernasconi vs Ace of Base) | - Выпущен: 5 сентября 2009 - Лейбл: Warner - Формат: CD, LP               | 69                   |
| All That She Wants (Remixed)                  | - Выпущен: 7 июля 2014 - Лейбл: Playground - Формат: цифровая дистрибуция | —                    |
| «—» ставится, если альбом не попал в чарт     |                                                                           |                      |

## Синглы
| Год                                      | Сингл                            | Позиции в чартах | Позиции в чартах | Позиции в чартах | Позиции в чартах | Позиции в чартах | Позиции в чартах | Позиции в чартах | Позиции в чартах | Позиции в чартах | Позиции в чартах | Сертификации                                                                                             | Альбом                |
| Год                                      | Сингл                            | ШВЕ              | АВС              | АВТ              | КАН              | ФИН              | ФРА              | ГЕР              | ШВА              | ВЕЛ              | США              | Сертификации                                                                                             | Альбом                |
| ---------------------------------------- | -------------------------------- | ---------------- | ---------------- | ---------------- | ---------------- | ---------------- | ---------------- | ---------------- | ---------------- | ---------------- | ---------------- | --- | --------------------- |
| 1992                                     | «Wheel of Fortune»               | —                | —                | —                | —                | —                | —                | —                | —                | —                | —                | | Happy Nation/The Sign |
| 1992                                     | «All That She Wants»             | 3                | 1                | 1                | 1                | 4                | 2                | 1                | 1                | 1                | 2                | - АВС: 2× платиновый - АВТ: золотой - ФРА: золотой - ГЕР: 3x золотой - ВЕЛ: платиновый - США: платиновый | Happy Nation/The Sign |
| 1993                                     | «Wheel of Fortune» (переиздание) | 39               | —                | 6                | —                | 15               | 21               | 4                | 5                | 20               | —                | - ГЕР: золотой                                                                                           | Happy Nation/The Sign |
| 1993                                     | «Happy Nation»                   | 4                | 80               | 6                | —                | 1                | 1                | 7                | 23               | 40               | —                | - ФРА: серебряный - ГЕР: золотой                                                                         | Happy Nation/The Sign |
| 1993                                     | «Waiting for Magic»              | 19               | —                | —                | —                | 5                | —                | —                | —                | —                | —                | | Happy Nation/The Sign |
| 1993                                     | «The Sign»                       | 2                | 1                | 3                | 1                | 1                | 5                | 1                | 4                | 2                | 1                | - АВС: платиновый - АВТ: золотой - ГЕР: платиновый - ВЕЛ: золотой - США: платиновый                      | Happy Nation/The Sign |
| 1994                                     | «Don’t Turn Around»              | 11               | 19               | 8                | 1                | 3                | 17               | 6                | 14               | 5                | 4                | - ГЕР: золотой - США: золотой                                                                            | Happy Nation/The Sign |
| 1994                                     | «Living in Danger»               | 28               | 103              | 19               | 7                | —                | 36               | 23               | 26               | 18               | 20               | | Happy Nation/The Sign |
| 1995                                     | «Lucky Love»                     | 1                | 30               | 14               | 6                | 1                | 9                | 13               | 19               | 20               | 30               | | The Bridge            |
| 1995                                     | «Beautiful Life»                 | 22               | 11               | 24               | 3                | 3                | 10               | 20               | 33               | 15               | 15               | - АВС: золотой                                                                                           | The Bridge            |
| 1996                                     | «Never Gonna Say I'm Sorry»      | 24               | 79               | 38               | 70               | 17               | 41               | 44               | —                | —                | 106              | | The Bridge            |
| 1998                                     | «Life Is a Flower»               | 5                | —                | 15               | —                | 3                | 16               | 20               | 18               | 5                | —                | - ШВЕ: золотой - ВЕЛ: серебряный                                                                         | Flowers/Cruel Summer  |
| 1998                                     | «Cruel Summer»                   | 33               | 59               | 28               | 6                | 11               | 24               | 28               | 21               | 8                | 10               | - США: золотой                                                                                           | Flowers/Cruel Summer  |
| 1998                                     | «Whenever You're Near Me»        | —                | —                | —                | 51               | —                | —                | —                | —                | —                | 76               | | Flowers/Cruel Summer  |
| 1998                                     | «Travel to Romantis»             | —                | —                | —                | —                | —                | —                | 61               | —                | —                | —                | | Flowers/Cruel Summer  |
| 1998                                     | «Always Have, Always Will»       | —                | 61               | 29               | —                | —                | —                | 47               | —                | 12               | —                | | Flowers/Cruel Summer  |
| 1999                                     | «Everytime It Rains»             | —                | —                | —                | —                | —                | —                | —                | —                | 22               | —                | | Flowers/Cruel Summer  |
| 1999                                     | «Cecilia»                        | —                | —                | —                | —                | —                | —                | —                | —                | —                | —                | | Flowers/Cruel Summer  |
| 1999                                     | «C'est la Vie (Always 21)»       | 38               | —                | —                | —                | 11               | —                | 64               | 100              | —                | —                | | Singles of the 90s    |
| 2000                                     | «Hallo Hallo»                    | —                | —                | —                | —                | 12               | —                | 99               | —                | —                | —                | | Singles of the 90s    |
| 2002                                     | «Beautiful Morning»              | 14               | —                | 47               | —                | —                | —                | 38               | 32               | —                | —                | | Da Capo               |
| 2002                                     | «The Juvenile»                   | —                | —                | —                | —                | —                | —                | 78               | —                | —                | —                | | Da Capo               |
| 2002                                     | «Unspeakable»                    | 45               | —                | —                | —                | —                | —                | 97               | —                | —                | —                | | Da Capo               |
| 2009                                     | «Wheel of Fortune 2009»          | —                | —                | —                | —                | —                | —                | —                | —                | —                | —                | | Greatest Hits         |
| 2010                                     | «All for You»                    | —                | —                | —                | —                | —                | —                | 38               | —                | —                | —                | | The Golden Ratio      |
| 2015                                     | «Would You Believe»              | —                | —                | —                | —                | —                | —                | —                | —                | —                | —                | | Hidden Gems           |
| «—» ставится, если сингл не попал в чарт |                                  |                  |                  |                  |                  |                  |                  |                  |                  |                  |                  | |                       |

### Промосинглы
- 1996: «My Déjà Vu» (Скандинавия, Франция)
- 1998: «Angel Eyes» (Скандинавия, Китай)
- 1998: «Tokyo Girl» (Франция)
- 1998: «Donnie» (Япония)
- 1999: «Cecilia» (Италия, Испания)
- 1999: «Love in December» (Чили, Германия)

## Видеография

### Видеоальбомы
| Год                                                       | Детали                                                                      | Позиции в чартах | Сертификации                  |
| Год                                                       | Детали                                                                      | США              | Сертификации                  |
| --------------------------------------------------------- | --------------------------------------------------------------------------- | ---------------- | ----------------------------- |
| The Sign — The Home Video                                 | - Выпущен: 24 мая 1994 - Лейбл: Arista - Формат: VHS, LaserDisc             | 3                | - КАН: золотой - США: золотой |
| Happy Nation                                              | - Выпущен: 20 октября 1994 - Лейбл: Polydor - Формат: VHS                   | —                |                               |
| Da Capo — The DVD                                         | - Выпущен: 11 ноября 2002 - Лейбл: Polydor - Формат: DVD                    | —                |                               |
| The Universal Masters DVD Collection: Classic Ace of Base | - Выпущен: 2 августа 2005 - Лейбл: Polydor/Universal Music - Формат: DVD    | —                |                               |
| Greatest Hits                                             | - Выпущен: 18 ноября 2008 - Лейбл: Polydor/Universal Music - Формат: DVD/CD | —                |                               |
| «—» ставится, если альбом не попал в чарт                 |                                                                             |                  |                               |

### Видеоклипы
Наибольшее количество клипов для группы сняли режиссёры Мэтт Бродли и Ричард Хеслоп, последний известен по своим работам с группами Queen, The Cure и New Order.
| Год  | Песня                                             | Режиссёр          |
| ---- | ------------------------------------------------- | ----------------- |
| 1992 | «Wheel of Fortune»                                | Викинг Нильсен    |
| 1992 | «All That She Wants»                              | Мэтт Бродли       |
| 1993 | «Happy Nation»                                    | Мэтт Бродли       |
| 1993 | «The Sign»                                        | Матиас Юлин       |
| 1993 | «Don’t Turn Around»                               | Мэтт Бродли       |
| 1994 | «Living in Danger»                                | Мэтт Бродли       |
| 1995 | «Lucky Love»                                      | Рокки Шенк        |
| 1995 | «Beautiful Life» (Bubbles version)                | Ричард Хеслоп     |
| 1995 | «Beautiful Life»                                  | Ричард Хеслоп     |
| 1995 | «Never Gonna Say I’m Sorry» (Morph version)       | Ричард Хеслоп     |
| 1995 | «Never Gonna Say I’m Sorry»                       | Ричард Хеслоп     |
| 1996 | «Lucky Love» (US version)                         | Рокки Шенк        |
| 1998 | «Life Is a Flower»                                | Энди Нойманн      |
| 1998 | «Cruel Summer»                                    | Найджел Дик       |
| 1998 | «Cruel Summer» (US version)                       | Найджел Дик       |
| 1998 | «Cruel Summer» (French version featuring Alliage) | Педер Педерсен    |
| 1998 | «Always Have Always Will»                         |                   |
| 1998 | «Travel to Romantis»                              | Энди Нойманн      |
| 1999 | «C’est la Vie (Always 21)»                        | Патрик Уллеус     |
| 2002 | «Beautiful Morning»                               | Даниэль Бюрьессон |
| 2003 | «Unspeakable»                                     | Даниэль Бюрьессон |
| 2008 | «Wheel of Fortune 2009»                           |                   |
| 2010 | «All for You»                                     | Патрик Уллеус     |
| 2015 | «Would You Believe»                               | Трейс Адам        |